# قائمة البراكين

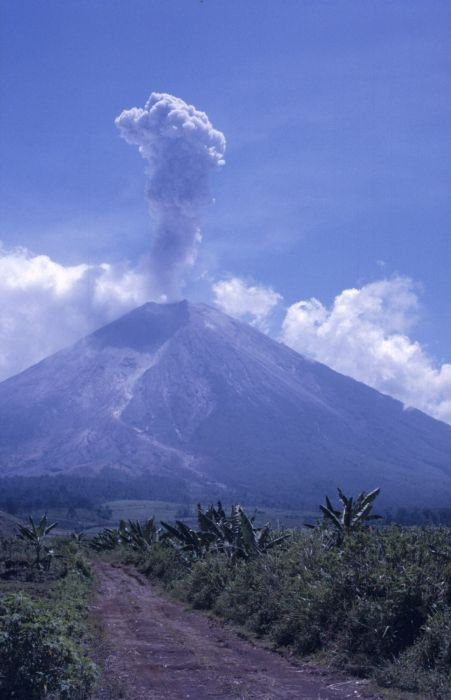
آرغوبورو، إندونيسيا، عام 1985

## براكين على كوكبالأرض

### القارة القطبية الجنوبية
- جبل إريباص
- جزيرة ديسبشن

### الأرجنتين
- أكونكاغوا (خامد)

### أستراليا
- جزيرة هيرد وجزر ماكدونالد
  - Big Ben (Heard Island)
- نيوساوث ويلز
  - جبل كانوبولا
  - جبل وارنينغ
- كوينزلاند
  - جبال غلاسهاوس
  - جبل فوكس
- جنوب أستراليا
  - جبل غامبيير[1]
  - جبل شاناك
- فيكتوريا (أستراليا)
  - بحيرة بولينميري
  - جبل بونينيونغ
  - جبل أكليس، فيمتنزه جبل إكليس الوطنية
  - جبل الفيل
  - جبل فرانكلين، قرب ينابيع هيبورن
  - جبل فريزر، قرب بيفريدج
  - جبل كوروتشيانغ
  - جبل ماكيدون
  - جبل نيورات
  - جبل نابيير
  - جبل رووان
  - Mount Warrenheip
  - Tower Hill،, في Tower Hill State Game Reserve

### الأزور
- Agua de Pau
- Corvo
- Fayal
- Flores
- Furnas
- Graciosa
- Pico
- San Jorge
- Sete Cidades
- Terceira

### بوليفيا
- Acotango
- Cerro Columa
- Cerro Moiro
- Cerro San Augustin
- Cerro Santa Isabel
- Cerro Yumia
- Cerros de Tocorpuri
- Escala
- Guayaques
- Irruputuncu
- Licancabur
- Macizo de Larancagua
- Macizo de Pacuni
- Nevado Anallajsi
- Neuvo Mundo
- Olca-Paruma
- Ollague
- Pampa Luxsar
- Parinacota
- Patilla Pata
- Quetena
- Sacabaya
- Sairecabur
- Tata Sabaya
- أوتورونكو

### الكاميرون
- جبل كميرون

### كندا
- خليج كالاندر
- أنابيب كمبرلايت جاتشو كوي
- Abitibi greenstone belt
  - Blake River Megacaldera Complex
    - كالديرا ميسيما
    - New Senator Caldera
    - Noranda Caldera
- Anahim Volcanic Belt
  - Nazko Cone
- Chilcotin Plateau Basalts
- Garibaldi Volcanic Belt
  - Mount Garibaldi
  - Mount Meager
  - Mount Price
- Stikine Volcanic Belt
  - Mount Edziza
  - Eve Cone
  - جبل هودو
  - Lava Fork
  - Pyramid Dome
  - Tseax River Cone
  - Volcano Mountain
  - Williams Cone
- Wells Gray-Clearwater Volcanic Field
  - Hyalo Ridge
  - Whitehorse Bluffs
  - Pyramid Mountain
- Wrangell Volcanic Belt

### جزر الكناري
- فويرتيفنتورا
- كناريا الكبرى
- إل هييرو
- لا بالما
- لانزاروت
- تنريف

### تشيلي
- كالديرا باكانا

### الرأس الأخضر
- Brava
- Fogo
- Sao Vicente

### كولومبيا
- آزوفرال
- سيرو برافو
- Cerro Negro de Mayasquer
- كومبال
- دونا جوانا
- غاليرا
- نيفادو تيل هوويلا
- نيفادو ديل توليما
- نيفادو ديل رويز
- ماتشين
- بيتاكاس
- Purace
- سانتا إيزابيل
- سوتارا

### جزر القمر
- لو كارتالا (2316 متر - بركان نشط)

### كوستاريكا
- آرينال (1657 متر - بركان نشط)
- بارفا
- Cerro Tilaran
- إيرازو (3432 متر - بركان نشط)
- ميرفاليس
- أوروسي
- بلاتنار
- بواس (2708 متر - بركان نشط)
- رينكون دي لا فيجا (1916 متر - مجمع)
- تينوريو
- تورييابلا (بركان نشط)

### دومينيكا
- Morne aux Diables
- مورن ديابلوطان  [لغات أخرى]‏
- Morne Plat Pays
- منتزه مورن تروا بيتون الوطني
- Morne Watts

### الإكوادور
- Antisana
- Atacazo
- Cayambe
- Chacana
- Chichoca
- كوتوباكسي
- Guagua Pichincha
- Illiniza
- Mojanda
- Pan de Azucar
- Pululagua
- Quilotoa
- Reventador
- سانغاي
- Soche
- Sumaco
- Tulabug
- Tungurahua

### السلفادور
- Cerro Cinotepeque
- Cerro Singuil
- Chinameca
- Coatepeque Caldera
- Conchaguita
- إل تيغري [الإنجليزية]
- Guazapa
- Ilopango
- Izalco
- Laguna Aramuaca
- San Diego (volcano)
- San Miguel
- سان سلفادور
- سان فيسينت  [لغات أخرى]‏
- سانتا آنا (توضيح)
- Taburete
- Tecapa
- أوسولوتان

### فرنسا
- مونت بيليه, on مارتينيك
- Puy le Dome

### أرخبيل غالاباغوس
- السيدو
- Cerro Azul
- Darwin
- Ecuador
- Fernandina
- جزيرة فلوريانا
- جزيرة جينوفيسا
- Marchena
- جزيرة بينتا
- سان كريستوبال  [لغات أخرى]‏
- سانتا كروز دي لا سايرا، إسبانيا
- جزيرة سانتياغو
- Sierra Negra
- Wolf

### ألمانيا
- رون (سلسلة جبال)
- Vogelsberg Mountains

### اليونان
- كوس
- ميثانا
- ميلوس
- Nisyros
- كالديرا سانتوريني
- شعب يالي

### هندوراس
- Isla el Tigre
- Isla Zacate Grande
- Utila Island

### آيسلندا
- Askja
- إلدفيل
- Esjufjoll
- إيافيالايوكل
- Grimsnes
- جريمسفونت
- جزيرة هيماي
- هيكلا
- Hengill
- Hofsjokull
- Kollóttadyngja
- Kerlingarfjoll
- كاتلا
- Krafla
- Krisuvik
- Langjokull
- Ljosufjoll
- Lysuholl
- Oraefajokull
- Prestahnukur
- Skjaldbreiður
- Snaefellsjokull
- سرتسي

### إندونيسيا
- كراكاتوا، راكاتا
- جبل تامبورا، سومباوا
- Volcanoes of بالي island
  - جبل آغونغ
  - جبل باتور
  - Bratan
- Volcanoes of جزيرة فلوريس (إندونيسيا) island
  - بركان إبولوبو
  - Egon
  - Ilimuda
  - Inielika
  - Inierie
  - Iya
  - كيلي موتو
  - Leroboleng
  - Lewotobi
  - Ndete Napu
  - Poco Leok
  - Ranakah
  - Riang Kotang
  - Sukaria Caldera
  - واي سانو
- Volcanoes of جاوة island (38)
  - جبل برومو
  - Baluran
  - Cereme
  - جالونجونج
  - Gede
  - جونتور
  - Lawu
  - Karang
  - جبل كيلود
  - Kendang
  - إيجن
  - Lamongan
  - Lurus
  - مليبار  [لغات أخرى]‏
  - جبل مربابو
  - جبل ميرابي
  - Papandayang
  - Patuha
  - Perbakti
  - راونج
  - سالاكة مألوفة
  - بركان سيمرو
  - Slamet
  - Sumbing
  - Sundoro
  - Talagabodas
  - Tampomas
  - Tangkuban Prahu
  - Telomoyo
  - Wayang-Windu
  - Wilis
- Lomblen
  - Ililabalekan
  - Iliwerung
  - Lewotolo
- Lombok
  - جبل رينجاني
- Volcanoes of New Guinea
- Volcanoes of Sulawesi
  - Ambang
  - Colo
  - Klabat
  - Mahawu
  - Sempu
  - Soputan
  - Tongkoko
- Volcanoes of Sumatra
  - Belirang-Beriti
  - Besar
  - Bukit Daun
  - Bukit Lumut Balai
  - جبل ديمبو
  - Geureudong
  - جبل كيرينسي
  - Gunung Tujuh
  - Helatoba-Tarutung
  - Hulubelu
  - Hutapanjang
  - Imun
  - Kaba
  - Kembar
  - Kerinci
  - Lubukraya
  - Marapi
  - Patah
  - Pendan
  - Peuet Sague
  - جزيرة ويه
  - Rajabasu
  - Ranau
  - Sarik-Gajah
  - جبل سكينكاو
  - Seluwah Agam
  - جبل سيباياك
  - Sibualbuali
  - جبل سينابونغ
  - Sorikmarapi
  - Sumbing
  - Suoh
  - Talakmau
  - Talang
  - Tandikat
  - بحيرة توبا

### إيطاليا
- جبل إتنا (بركان نشط)
- Vulsini

### اليابان
- هوكايدو
  - Akan
  - Daisetsu
  - E San
  - Komaga Take
  - Kutcharo
  - Kuttara
  - ماشو
  - Nigorigawa
  - Nipesotsu Upepesanke
  - نيسيكو [الفرنسية]‏
  - Oshima Oshima
  - راوسو
  - Rishiri
  - Shikotsu
  - Shiretoko Iwo Zan
  - Shiribetsu
  - توكاتشي
  - أوسو
  - Yotei
- هونشو
  - جبل فوجي
- كيوشو
  - آسو

### كينيا
- جبل كينيا

### المكسيك
- بركان كوليما
- بركان باريكوتين
- بوبوكاتبتبيل

### مونتسرات
- Soufriere Hills

### جزر الأنتيل الهولندية
- سابا

### نيوزيلندا
- Rangitoto Island and various cones in أوكلاند
- في منطقة تابو البركانية 
  - المخاريط
    - جبل روابيهو
    - براكين تونغاريرو
    - Mount Ngaruruhoe
    - Tauhara
    - Waiotapu
    - جبل التراويره (part of the Okataina caldera)
    - Kawerau
    - الجزيرة البيضاء (نيوزيلندا)
    - بحيرة تابو
    - بركان تابو
    - Okataina
    - Lake Rotorua
- جبل تاراناكي (formerly Mount Egmont)
- ليتلتون (نيوزيلندا) and Akaroa on Banks Peninsula

### النرويج
- جزيرة بوفيه

### بنما
- Baru
- El Valle
- La Yeguada

### بيرو
- كوروبونا
- El Misti
- Huaynaputina
- Nevado Chachani
- Nevados Casiri
- Nevados Firura
- Quimsachata
- سابانكايا
- Ticsani
- توتوباكا
- Ubinas
- Yucamane

### الفلبين
- لوزون
  - Ambalatungan Group
  - Amorong
  - Arayat
  - Banahaw
  - Bulusan
  - كاغوا [الإنجليزية]

  - Isarog
  - Iriga
  - Jalajala
  - Labo
  - Laguna Volcanic Field
  - Malinao
  - Malinding
  - جبل ماكيلينج
  - Mariveles
  - Masaraga
  - بركان مايون
  - قمة موسوان
  - Patoc
  - جبل بيناتوبو
  - Pocdol Mountains
  - Santo Tomas
  - Taal
- بيسايا
  - Biliran
  - Canlaon
  - Panay
- مينداناو
  - جبل آبو  [لغات أخرى]‏
  - Balatocan
  - Calayo
  - جبل هيبوك هيبوك
  - Kalatungan
  - Latukan
  - Leonard Range
  - Makaturung
  - Malindang
  - Matumtum
  - باكو  [لغات أخرى]‏
  - باركر
  - Ragang

### ريونيون
- بيتون دي لا فورنيز (بركان نشط)
- Piton des Neiges (extinct)

### روسيا
- Kamchatka
  - بيزيمياني
  - كلويشيفسكايا سوبكا
- Kurile Islands
  - Atsonopuri
  - Baransky
  - Berutarube
  - Bogotayr Ridge
  - Chirip
  - Chirpoi
  - ديمون (روح شريرة)
  - Golets-Tronyi Group
  - غولوفنين
  - مجموعة غروزني
  - Ivao Group
  - Kolokol Group
  - Lvinaya Past
  - Medvezhia
  - ديميتري مندلييف
  - Milne
  - Rudakov
  - سميرنوف  [لغات أخرى]‏
  - Tiatia
  - Tri Sestry

### رواندا
- جبل كاريسيمبي

### سانت كيتس ونيفيس
- Mount Misery
- قمة نيفيس
- The Quill

### سانت فنسنت والجرينادين
- لا سوفريير (ارتفاعه 1234 متر، بركان نشط)

### جزر سليمان
- Bagana
- Balbi
- وليم بيلي ميتشل
- كافاشي
- Loloru
- Nonda
- Savo
- Simbo
- Takuan Group
- طارة (رياضيات)

### جورجيا الجنوبية وجزر ساندويتش الجنوبية
- جزيرة برستول
- Candlemas Island
- هودسون
- Leskov Island
- Montagu Island
- جزيرة زافودوفسكي

### تنزانيا
- Kieyo
- جبل كيليمانجارو
- مرو  [لغات أخرى]‏
- Ngozi
- جبل أولدوينيو لنغاي
- Rungwe

### تريستان دا كونا
- قمة الملكة ماري

### تركيا
- جبل أرارات

### أوغندا
- Bufumbira
- Bunyaruguru Field
- Fort Portal Field
- Katunga
- Katwe-Kikorongo Field
- Kyatwa Volcanic Field
- جبل مهابورا

### الولايات المتحدة
- ألاسكا
  - جبل أداغداك
  - جبل أكوتان
  - جبل آماك
  - جبل آموكتا
  - جبل أنياكتشاك
  - جبل أتكا
  - جبل أوغستين
  - القمة السوداء
  - جبل بوبروف
  - بوغوسلوف
  - جبل بولدير
  - Buzzard Creek
  - جبل كارليسلي
  - جبل تشاغولاك
  - جبل تشيغيناغاك
  - جبل تشرتشل
  - جبل كليفلاند
  - جبل دانا
  - جبل دافيدوف
  - جبل دينيسون
  - Devils Desk
  - جبل دوغلاس
  - قناة دونكان
  - جبل دوتون
  - جبل إدغيكومب
  - بحيرة إيمونز
  - جبل فيشر
  - جبل فروستي
  - رباعي القمم
  - جبل غاريولي
  - جزيرة سيتكين العظمى
  - جبل غوردون
  - جبل غريكز
  - جبل هايز
  - جبل هربرت
  - Mount Iliamna
  - بحيرة إميروك
  - Ingakslugwat Hills
  - جبل إيسانوتسكي
  - جبل كاغاميل
  - جبل كاغوياك
  - جبل كاناغا
  - جبل كاساتوتشي
  - جبل كاتماي
  - جبل كيالاغفيك
  - جبل كيسكا
  - جبل كونيوجي
  - جبل كوكاك
  - جبل كوبريانوف
  - جبال كوكوليغيت
  - Little Sitkin
  - جبل ماغيك
  - جبل ماكوشين
  - جبل مارتين
  - جبل موفيت
  - نوفابوبتا
  - جزيرة نونيفاك
  - جبل أوكموك
  - جبل ريدوبت
  - جبل القمة المستديرة
  - رئيس الملائكة ميخائيل
  - جزيرة القديس بول
  - جبل بافلوف
  - أخت بافلوف
  - Mount Recheschnoi
  - Mount Sanford
  - Mount Seguam
  - Mount Segula
  - Mount Semisopochnoi
  - Mount Sergief
  - شيشالدين
  - Mount Steller
  - Snowy Mountain
  - Mount Spurr
  - Mount Stepovak
  - Mount Takawangha
  - Mount Tanaga
  - Mount Trident
  - Ugashik-Peulik
  - Ukinrek Maars
  - Mount Uliaga
  - Mount Veniaminof
  - Mount Vsevidof
  - Mount Westdahl
  - Mount Wrangell
  - Mount Yantarni
  - Mount Yunaska
- أريزونا
  - Sunset Crater
  - Uinkaret Field
- كاليفورنيا
  - أمبوي
- جبل الكهف الكبير
  - Black Butte
  - Brushy Butte
  - Clear Lake
  - Coso Volcanic Field
  - Eagle Lake Field
  - Golden Trout Creek
  - Inyo Craters
  - قمة لاسين
  - بحيرة لافيك
  - لونج فالي كالديرا
  - جبل الماموث
  - Medicine Lake
  - Mono Craters
  - Red Cones
  - جبل شاستا
  - Tumble Buttes
  - Twin Buttes
  - Ubehebe Craters
- كولورادو
  - Dotsero
  - كالديرا لا جاريتا
- هاواي
  - هاليكالا or East Maui Volcano
  - هوالالاي
  - Kahoolawe
  - كيلاويا
  - Koolau
  - Loihi[2]
  - مونا كيا
  - مونا لوا
- أيداهو
  - Craters of the Moon
  - Hell's Half Acre
  - Shoshone Lava Field
  - نصب ومحمية كراتيرز أوف ذا مون الوطنية
- نيفادا
  - ستيمبوت سبرينغز (كولورادو)
- نيومكسيكو
  - Capulin
  - كارزوزو (نيومكسيكو)
  - Valles Caldera
  - Zuni Bandera
- أوريغون
  - Mount Bachelor
  - Mount Bailey
  - Mount Belknap
  - Blue Lake Crater
  - Broken Top
  - Cinnamon Butte
  - جبل مازما (بحيرة كريتر)
  - Davis Lake
  - Devil's Garden
  - Diamond Craters
  - Four Craters Lava Field
  - جبل هود
  - Jackie's Butte
  - Mount Jefferson
  - Jordan Craters
  - Mount McLoughlin
  - Newberry Caldera
  - Saddle Butte
  - Sand Mountain Field
  - Mount Thielsen
  - Three Sisters
  - Three-Fingered Jack
  - Squaw Ridge Lava Field
  - Mount Washington
- سايبان
  - Mount Tapochau
- يوتا
  - Bald Knoll
  - صحراء بلاك روك
  - Markagunt Plateau
  - سانتا كلارا
- واشنطن (توضيح)
  - Mount Adams
  - Mount Baker
  - Glacier Peak
  - Indian Heaven
  - جبل رينييه
  - بركان سانت هيلين
  - West Crater
- وايومنغ
  - Devil's Tower
  - كالديرا يلوستون

### المحيط الهادئ
- تامو ماسيف

## براكين في مواقع أخرى فيالمجموعة الشمسية

### المريخ
- قمة أوليمبوس
- Arsia Mons
- بافونيس مونس
- قمة اسكريوس

### براكين على الكواكب والقمر
- يقع العديد منها في قمر آيو، وهو قمر طبيعي يتبع كوكب المشتري، يعتقد أنها تنفث الكبريت أو ثاني أكسيد الكبريت.
- يقع العديد منها في قمر ترايتون، وهو قمر طبيعي يتبع كوكب نبتون، يعتقد أنها تنفث النيتروجين السائل والغبار ومركبات الميثان.

## مواضيع ذات علاقة
- منطقة الحزام الناري
- قائمة الجبال في العالم
- جبل بحري
- جيوت
- بركان غائص